# Фротингем, Сара
Сара Фротингем (англ. Sarah Frothingham, полное имя Sarah Carter Frothingham; 1821—1861) — американская художница-миниатюрист (портрет). Известна своими акварельными работами по слоновой кости.

## Биография
Родилась в 1821 году в Бостоне в семье художника Джеймса Фротингема, который, вероятно, был её учителем.
Большинство её работ были созданы между 1837 и 1845 годами в Нью-Йорке. Художница выставлялась в Бостонском Атенеуме, Бруклинском институте (ныне Бруклинский музей) и Национальной академии дизайна, став ассоциированным членом академии в 1841 году.
Умерла 20 июля 1861 года в Нью-Йорке.

Некоторые работы
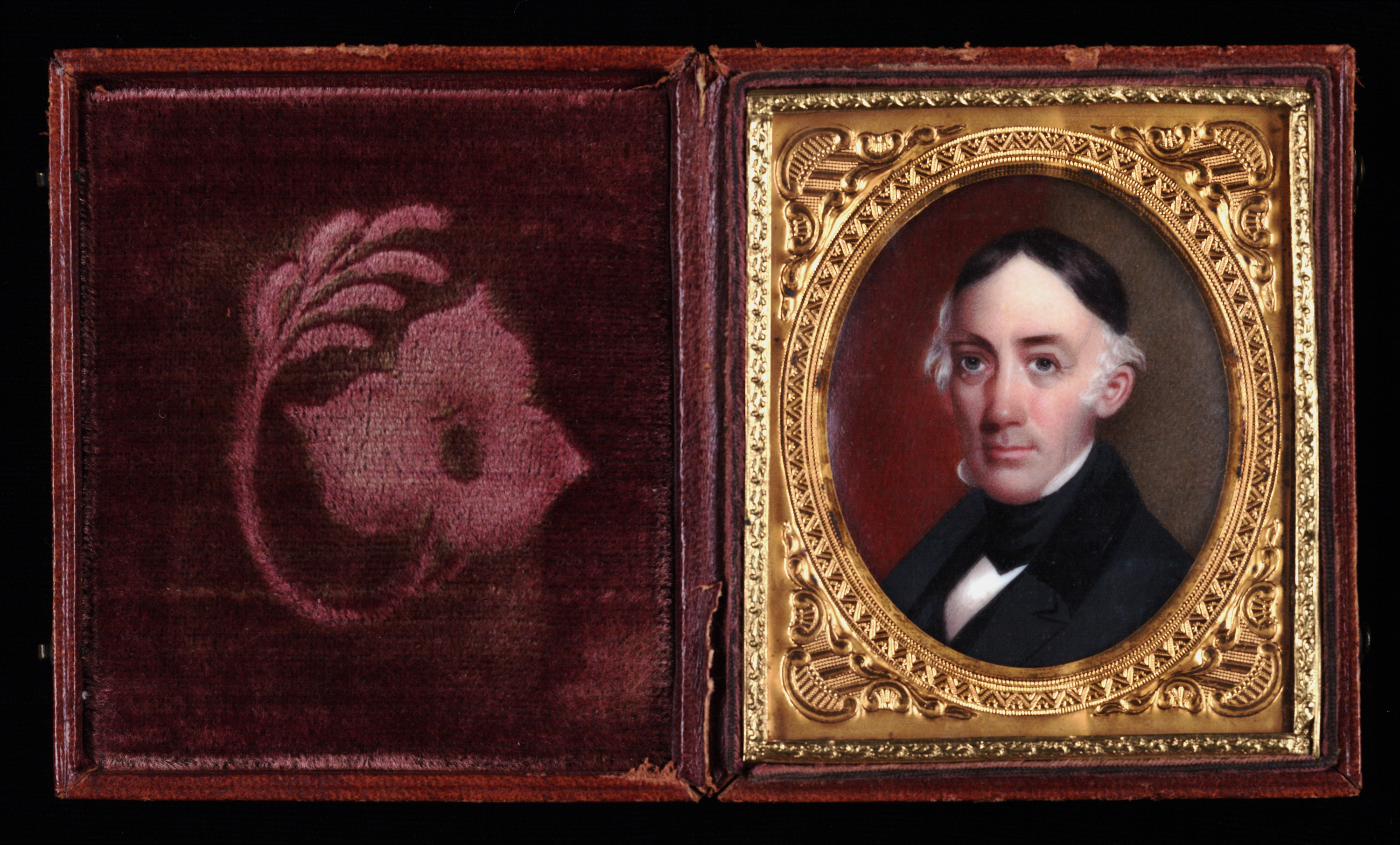
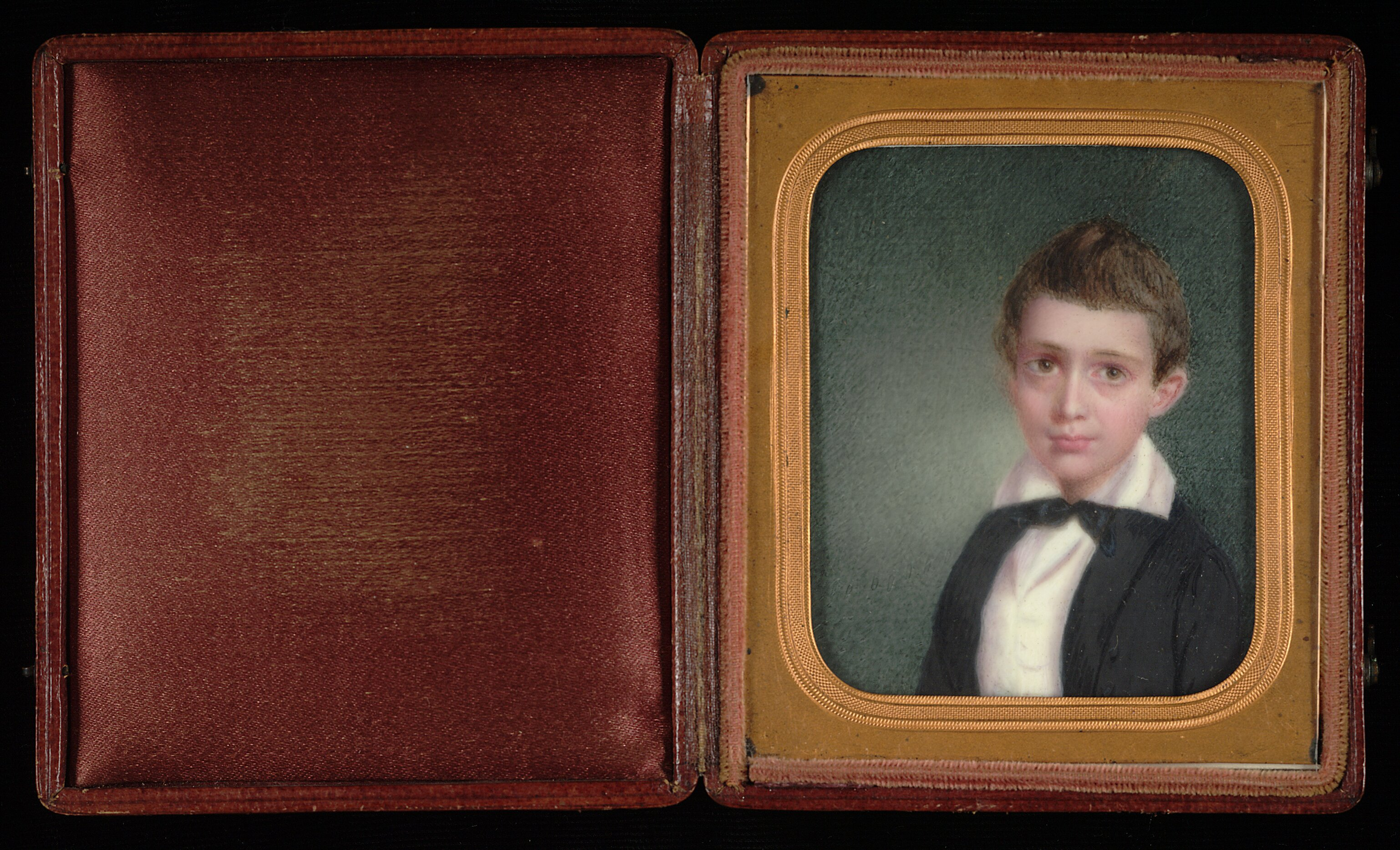
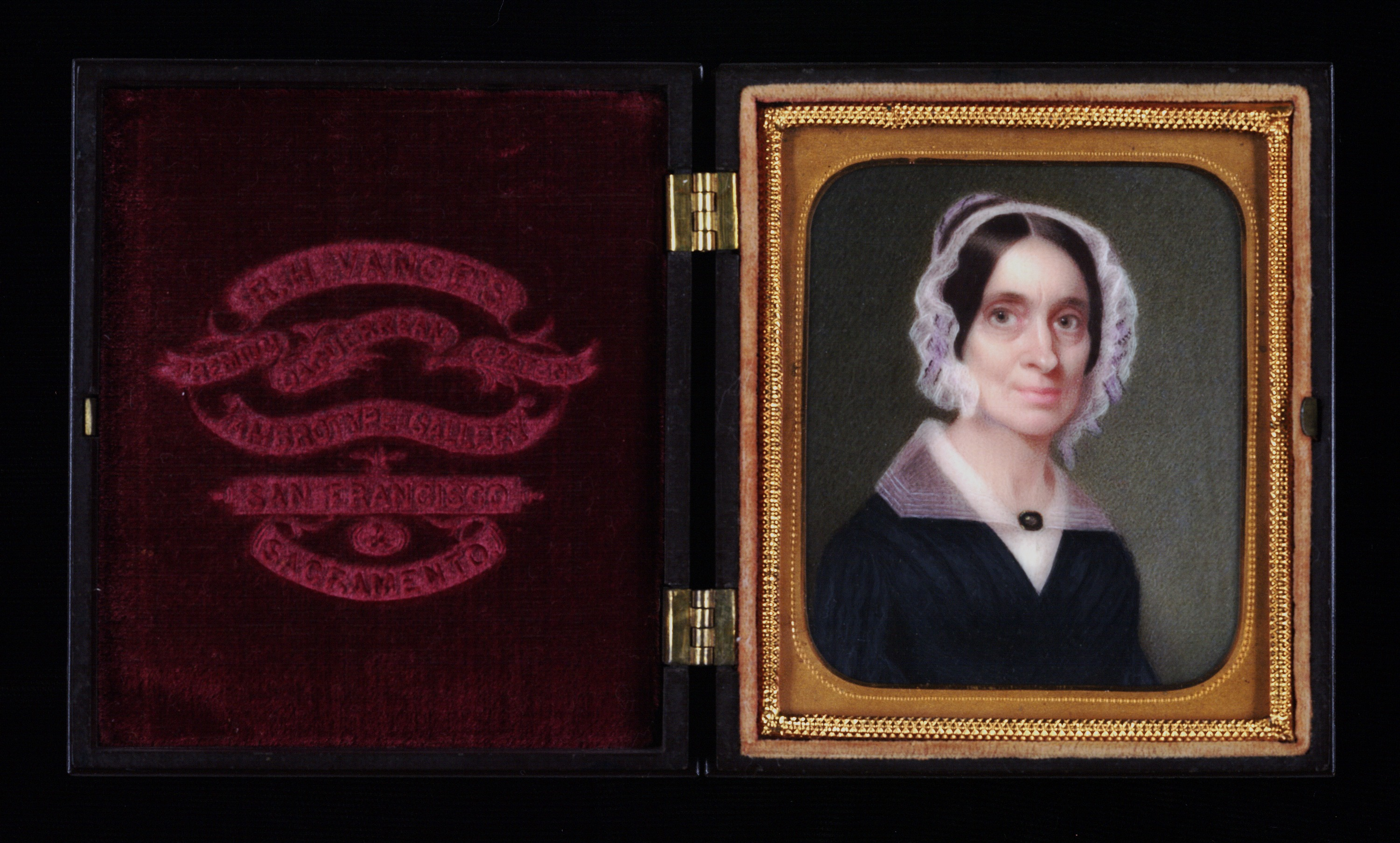